# Acrimony
Acrimony è un film del 2018 diretto da Tyler Perry. 

## Trama
Condannata da un giudice a sottoporsi ad una cura psicologica, Melinda è costretta a raccontare la storia della sua relazione con Robert, il brillante, ma povero studente che ha incontrato mentre frequentava il college, poco prima della morte di sua madre. Il giovane aspira a costruire una batteria rivoluzionaria che potrebbe renderlo molto ricco. Melinda, la cui famiglia è benestante, lo aiuta economicamente e arriva perfino a comprargli una macchina. Nel frattempo, Robert inizia una relazione con un'altra ragazza. Dopo averlo scoperto, accecata dalla rabbia, Melinda, soggetta da sempre a simili scatti d'ira, si scaglia con la sua auto contro la roulotte del ragazzo: le conseguenze dell'incidente le impediranno per sempre di avere figli. Nonostante gli avvertimenti delle sorelle, Melinda decide comunque di sposare Robert, per il quale continua a spendere e spandere.
Presto la donna, diventata povera, è costretta a svolgere due lavori contemporaneamente, mentre il marito continua a lavorare al suo progetto, che vorrebbe proporre a una nota azienda. Passano diciotto anni dal fidanzamento: la coppia deve ipotecare la casa, già appartenuta alla famiglia di Melinda. Quando le sorelle lo scoprono, s'impegnano insieme ai rispettivi mariti per evitare il pignoramento. Nel frattempo, Robert scopre che la donna con cui ha tradito Melinda, Diana, è diventata segretaria nell'azienda presso cui sta cercando di presentare il proprio progetto: la contatta per farsi presentare alla dirigenza, ma il suo tentativo sembra fallire, per cui è costretto a lavorare con i cognati.
Quando, però, Diana riesce a ottenere un incontro tra il suo capo e Robert, questi manda all'aria un impegno di lavoro e causa quindi l'effettivo pignoramento della casa; in più, rifiuta la proposta ricevuta dall'azienda. Nel frattempo, il portafoglio di Diana viene ritrovato nel furgone usato da Robert per lavoro: tutti sono convinti che l'uomo abbia tradito di nuovo Melinda. Quest'ultima decide dunque, spalleggiata dalle sorelle, di divorziare; inizia a frequentare un altro uomo, scoprendo proprio durante un appuntamento con lui che Robert lavora come lavapiatti in un ristorante. Mentre la nuova relazione di Melinda non decolla, Robert riceve una nuova proposta grazie a Diana e vende la batteria per 75 milioni di dollari.
Robert è ora ricchissimo: riacquista la casa di Melinda e gliela regala insieme a un assegno da 10 milioni di dollari. A questo punto, la donna vorrebbe tornare insieme al suo ex marito, ma scopre che l'uomo è ora fidanzato con Diana. Impazzita alla notizia, si convince che la relazione fra i due non sia mai finita e inizia così a minacciare entrambi. Dopo aver tentato invano in tribunale di ottenere più soldi e dopo essere stata raggiunta da un ordine restrittivo, Melinda inizia ad usare violenza fisica contro la coppia: in particolare, scioglie l'abito da sposa di Diana con l'acido. Proprio questo evento convince il giudice a farla sottoporre ad una terapia psicologica, quella di cui s'è detto all'inizio.
Conclusa la visita, Melinda raggiunge Robert e Diana sulla nave su cui stanno viaggiando per la loro luna di miele. Armata di pistola, è intenzionata a riprendersi Robert e a togliere di mezzo Diana e il bambino che porta in grembo. Costringe così l'intero equipaggio a buttarsi in mare; minaccia, poi, la coppia. Robert riesce a scaraventare l'ex moglie fuori bordo, ma nell'intento è colpito da un proiettile. Mentre Diana va a recuperare l'equipaggio con una scialuppa, Melinda riesce a risalire e attacca di nuovo l'ex marito, questa volta con un'ascia, ferendolo gravemente. Tuttavia, rimane inavvertitamente impigliata nella catena dell'ancora ed è trascinata in acqua, dove muore. Infine, Diana e l'equipaggio, tornati a bordo, cercano disperatamente di salvare la vita di Robert.

## Produzione
Il film è stato girato fra Pittsburgh e Atlanta. Il budget investito ammonta a circa 20 milioni di dollari.

## Distribuzione
Il film è stato distribuito nelle sale cinematografiche italiane a partire dal 3 giugno 2018. Negli Stati Uniti la pellicola è stata, invece, distribuita a partire dal 30 maggio 2018.

## Accoglienza

### Pubblico
Il film ha incassato 46,4 milioni di dollari al botteghino.

### Critica
Sull'aggregatore Rotten Tomatoes il film riceve il 17% delle recensioni professionali positive con un voto medio di 3,1 su 10 basato su 36 critiche, mentre su Metacritic ottiene un punteggio di 32 su 100 basato su 14 critiche.